# Senoia (Géorgie)
Senoia est une ville du comté de Coweta, dans l'État de Géorgie, aux États-Unis. Une partie de la série The Walking Dead y a été tourné. Senoia représente Woodbury dans la série. 

## Démographie
| 1880 | 1890 | 1900 | 1910  | 1920 | 1930 |
| ---- | ---- | ---- | ----- | ---- | ---- |
| 731  | 863  | 782  | 1 111 | 906  | 736  |

| 1940 | 1950 | 1960 | 1970 | 1980 | 1990 |
| ---- | ---- | ---- | ---- | ---- | ---- |
| 679  | 770  | 782  | 910  | 900  | 956  |

| 2000  | 2010  | - | - | - | - |
| ----- | ----- | - | - | - | - |
| 1 738 | 3 307 | - | - | - | - |

Elle comptait 4 073 habitants au recensement de 2015.